# إيالة وان
إيالة وان وهي إحدى إيالات الدولة العثمانية والتي تغطي اليوم إجزاء من أراضي فيما يعرف اليوم جنوب شرق تركيا وكانت إيالة وان في القرن التاسع عشر تشغل مساحة (24,910 كم مربع) . 

## سناجق الإيالة
قسمت إيالة وان إلى عدد من السناجق .
1. وان
2. بدليس
3. خيزان
4. هكاري
5. هوشاب
6. زيريكي
7. شيتاك
8. ألباك
9. إسبايريد
10. إرجيش
11. كشان
12. عادل جواز
13. آغا كيس
14. مرادية
15. ديادين
16. سوماي
17. هارون